# Estadio Marítimo de Long Beach
El Estadio Maritimo de Long Beach (Long Beach Marine Stadium en ingles) es un recinto marino ubicado en Long Beach, California. Creado en 1932 para albergar los eventos de remo para los Juegos Olímpicos de 1932 en Los Ángeles. El estadio fue el primer estadio de remo, hecho a mano en Estados Unidos.

## Historia
El sitio fue comprado en 1923 y el estadio marítimo se creó dos años después cuando la Bahía Alamitos fue dragada a solo 1,5 km (0,93 millas) de longitud. Unos 0,5 km adicionales (0,31 millas) fueron dragados en 1932 a tiempo para los Juegos Olímpicos. Césped reemplazó las gradas temporales en 1997. 

## Olimpiadas
El Long Beach Marine Stadium acogió la competencia de remo en los Juegos Olímpicos de Verano de 1932, la primera vez que Los Ángeles acogió los Juegos Olímpicos. El lugar albergará remo y piragüismo durante los Juegos Olímpicos de Verano de 2028.